# イーゾラ・サンタントーニオ
イーゾラ・サンタントーニオ（伊: Isola Sant'Antonio）は、イタリア共和国ピエモンテ州アレッサンドリア県にある、人口約700人の基礎自治体（コムーネ）。

## 地理

### 位置・広がり
| 隣接するコムーネは以下の通り。括弧内のPVはパヴィーア県所属を示す。 - アッルヴィオーニ・ピオーヴェラ - アルツァーノ・スクリーヴィア - バッシニャーナ - カゼイ・ジェローラ (PV) - カステルヌオーヴォ・スクリーヴィア - コルナーレ・エ・バスティーダ (PV) - ガンバラーナ (PV) - グアッツォーラ - メッツァーナ・ビーリ (PV) - モリーノ・デイ・トルティ - ピエーヴェ・デル・カイロ (PV) - サーレ |

### 地震分類
イタリアの地震リスク階級 (it) では、3 に分類される
。

## 行政

### 分離集落
イーゾラ・サンタントーニオには、以下の分離集落（フラツィオーネ）がある。
- Casonini A, Casonini B, Capraglia, Tre Cantoni, Mezzo Nuovo, Mezzo Vecchio, Brusa Vecchia, San Pietro, Isolabella